# Capri-Napoli (1954)
La prima edizione della Capri-Napoli si è svolta il 1º agosto 1954.  Hanno partecipato alla gara 10 atleti uomini.

## Classifica finale[1]
| Classifica | Atleta              | Nazione     | Tempo       |
| 1°         | Marei Hassan Hammed | Egitto      | 10h 00’ 42” |
| 2°         | Moustafa Hammed     | Egitto      | 10h 14’ 23” |
| 3°         | Alfredo Camarero    | Argentina   | 11h 06’ 07” |
| 4°         | Sayd El Araby       | Egitto      | 11h 14’ 01” |
| 5°         | Warle Lars          | Svezia      | 13h 58’ 07” |
| 6°         | Robert Denis        | Francia     | 14h 06’ 56” |
|            | L. Shermer          | Paesi Bassi |             |
|            | A. Fioravanti       | Italia      |             |
| OT         | H.Saleh             | Siria       |             |
| OT         | L. Zirganos         | Grecia      |             |